# Perception extrasensorielle

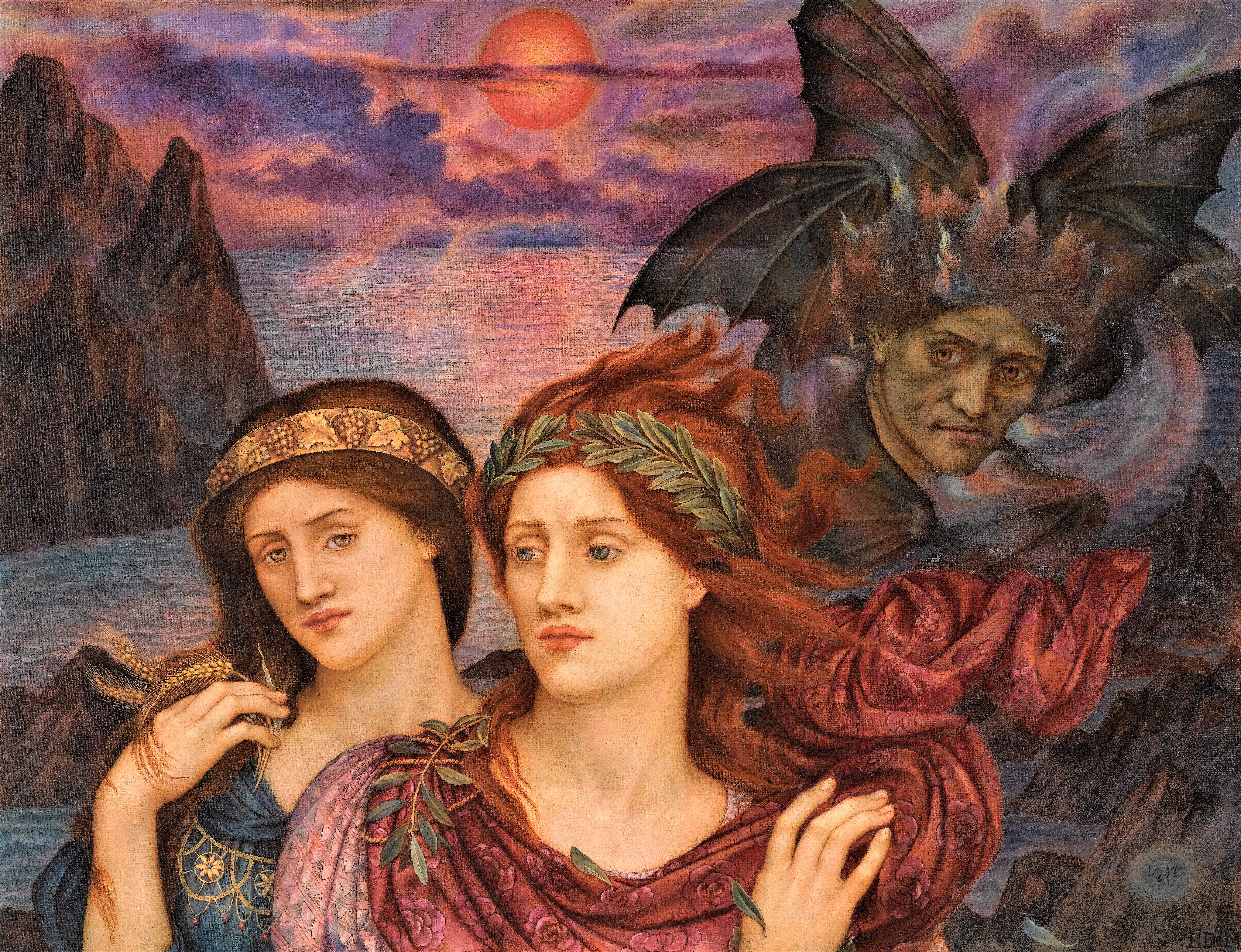
La Vision, d'Evelyn De Morgan (1914).

Les perceptions extrasensorielles (PES) (qui sont perçues en dehors des sens, des organes de la perception) désignent un échange d'information – ou ce qui est perçu comme tel – entre un sujet et son environnement selon des principes inconnus des sciences actuelles. L'expression vient de Joseph Banks Rhine.
L'existence de telles perceptions est rejetée par les scientifiques, qui classent ces croyances dans la catégorie des pseudosciences.

## Formes de perceptions extrasensorielles
Les principales formes de perception considérées comme extrasensorielles sont :
- la télépathie : échange psychique d'informations à distance entre deux ou plusieurs personnes
- la clairvoyance : capacité qui englobe la précognition et la rétrocognition
- la clairaudience : perceptions psychiques de sons (voix, signaux...)
- la vision à distance : visions d'objets ou d'événements lointains
- l'intuition : capacité d'acquérir des connaissances sans recourir à un raisonnement conscient

Dans son étude des PES, la parapsychologie a recours au protocole Ganzfeld. Toutefois, « les psychologues qui se sont penchés sur les études des parapsychologues, comme Ray Hyman et Susan Blackmore, ont conclu que là où il y avait résultats positifs, on constatait de la fraude, des erreurs, de l’incompétence et de la manipulation statistique ».
Les états modifiés de conscience peuvent expliquer certains phénomènes comme l'expérience de mort imminente ou l'extase.

## Avis des parapsychologues
En 1997, Milton a publié dans le Journal de la Parapsychologie une méta-analyse comportant 78 études d'expériences PES avec des réponses libres menant à des résultats statiques avec une petite taille d'effet. Une méta-analyse de Milton et Morris publiée dans le Journal de la Parapsychologie portant sur des expériences de précognition à choix forcé a donné un résultat particulièrement significatif avec une taille d'effet particulièrement forte pour les recherches utilisant des sujets doués. On peut mentionner également les recherches portant sur le Ganzfeld et les recherches sur la vision à distance.

### Sélection de publications sur les perceptions extrasensorielles
- (en) C. Honorton & D. Ferrari, « Future Telling : A meta-analysis of forced choice precognition experiments. 1935-1987 », dans Journal of Parapsychology, no 53, 1989, p. 281-302.
- (en) J. Milton, « Meta-analysis of free-response ESP studies without altered states of consciousness », dans Journal of Parapsychology, no 61, 1997, 279-319.
- (en) F. Steinkamp, J.  Milton & R.L. Morris, « A meta-analysis of forced-choice experiments comparing clairvoyance and precognition », dans Journal of Parapsychology, no 62, 1998, p. 193-218.
- (fr) R. Targ, « Perceptions extrasensorielles », éditions Trajectoire (traduit par Renaud Joseph).
- René Perot, Parapsychologie expérimentale. Exposé de recherches sur l'éventuelle existence chez l'homme d'une fonction de perception extrasensorielle, 1964

### Dans la fiction
- (en) Tony Fonseca, « The Psychic », dans S.T. Joshi (dir.), Icons of Horror and the Supernatural : An Encyclopedia of Our Worst Nightmares, vol. 2, Westport (Connecticut) / Londres, Greenwood Press, 2007, 796 p. (ISBN 978-0-313-33780-2 et 0-313-33782-9), p. 409-439.

## Dans la musique
Le saxophoniste Wayne Shorter compose le morceau "E.S.P" (Extra Sensorial Perception) pour le second grand quintet de Miles en 1965. Miles l'y mettra comme titre d'album sans que Wayne le sache.